# Ligne de Cerdagne
Pour les articles homonymes, voir Canari (homonymie).
La ligne de Villefranche – Vernet-les-Bains à Latour-de-Carol (nom officiel), parfois surnommée ligne de Cerdagne ou train jaune, est une ligne de chemin de fer à voie métrique longue de 62,5 km qui, dans le département des Pyrénées-Orientales, relie la gare de Villefranche - Vernet-les-Bains à celle de Latour-de-Carol - Enveitg via Font-Romeu en suivant la vallée de la Têt puis en parcourant le plateau de Cerdagne.
Elle constitue la ligne 669 000 du réseau ferré national.
Ce chemin de fer est familièrement appelé le Train Jaune, Tren groc ou le Canari, car les véhicules arborent les couleurs catalanes, le jaune et le rouge.
Cette ligne, à écartement métrique, fait partie du réseau principal et est exploitée par la SNCF comme partie intégrante du réseau TER Occitanie.
Elle offre des correspondances avec le reste du réseau national à ses deux extrémités, ainsi qu'avec le réseau espagnol. Son extrémité Est, en gare de Villefranche - Vernet-les-Bains, est en correspondance directe avec la ligne de Perpignan à Villefranche - Vernet-les-Bains. À l'ouest, dans la gare internationale de Latour-de-Carol - Enveitg, elle rejoint la ligne de Portet-Saint-Simon à Puigcerda à écartement normal de 1 435 mm, empruntée par des relations en provenance de Toulouse et avec la ligne de Ripoll à Latour-de-Carol gérée par l'Administrador de infraestructuras ferroviarias, parcourue par des trains en provenance de Ripoll et Puigcerdà, à écartement large de 1 668 mm.
La ligne est depuis le 1er février 2002 inscrite par l'UNESCO sur la liste indicative du Patrimoine mondial en tant que « Chemin de fer de Cerdagne ».

## Historique

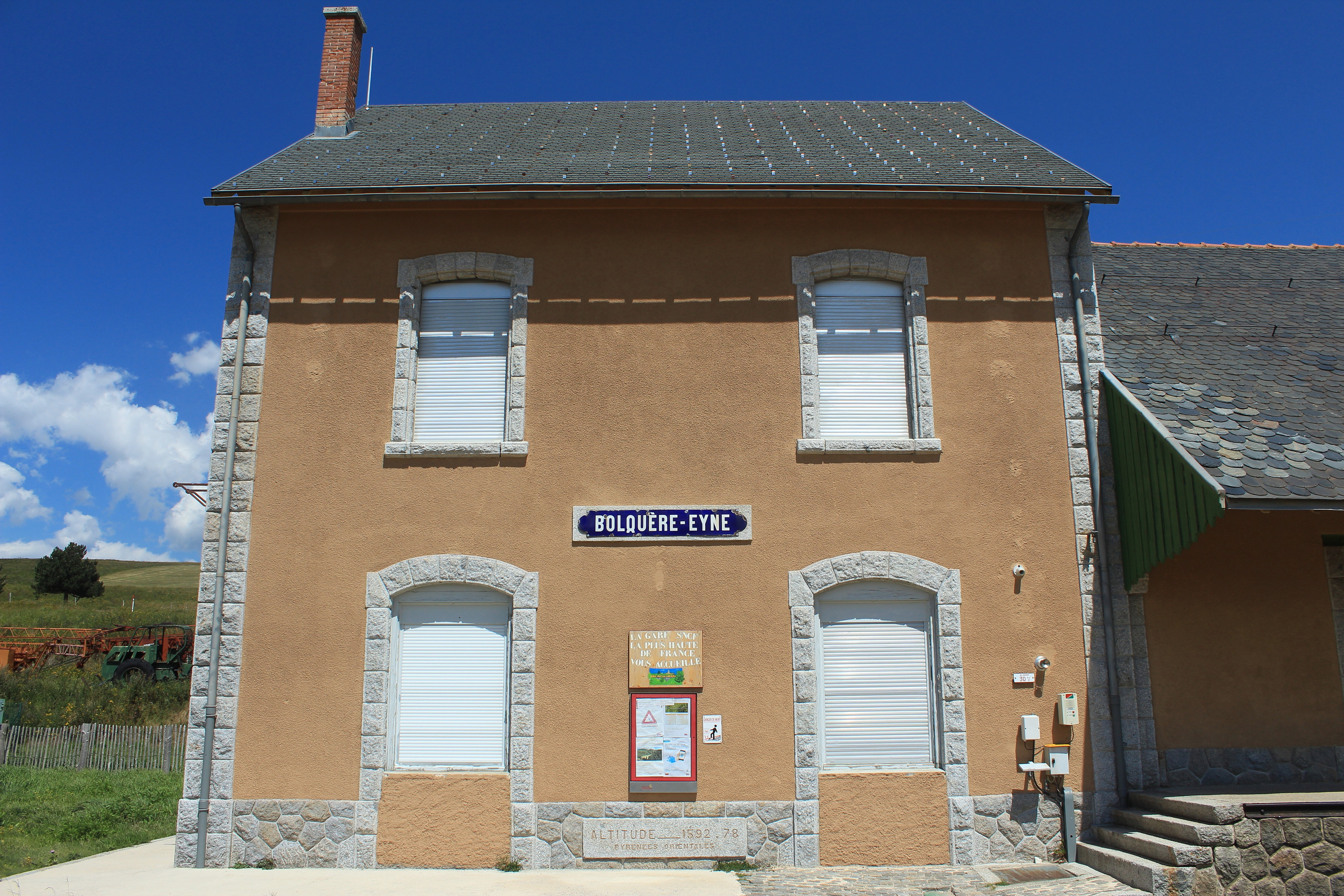
Gare de Bolquère - Eyne.

L'histoire de la ligne de la Cerdagne est liée à l'action de deux hommes : Jules Lax, ingénieur des Ponts et Chaussées et directeur du service du contrôle à la compagnie du Midi et Emmanuel Brousse, élu conseiller général en 1898.
Ces deux hommes ont imposé deux choix techniques fondamentaux à l'élaboration de la ligne de la Cerdagne, à savoir l'utilisation d'une voie métrique et l'emploi de la traction électrique pour les trains.
La ligne a été classée d'intérêt général, dans le cadre de sa liaison avec le futur transpyrénéen oriental. De ce fait, les travaux ont été pris en charge par l'État.
Le tronçon entre Villefranche-de-Conflent et Bourg-Madame de cette ligne est déclaré d'utilité publique par une loi le 4 mars 1903. Cette même loi approuve la convention concédant la ligne à titre définitif, signée le 5 décembre 1902, entre le Ministre des travaux publics et la Compagnie des chemins de fer du Midi et du Canal latéral à la Garonne.
L'ouverture de la section Villefranche-Vernet-les-Bains - Mont-Louis prévue à l'automne 1909 est retardée par un dramatique accident survenu le 31 octobre 1909 lors des essais de charge du pont suspendu de la Cassagne. Cet accident, conséquence de la dérive accidentelle de la rame d'essai, coûta la vie à six personnes dont le commandant Albert Gisclard, concepteur du pont suspendu qui porte son nom. L'inauguration du tronçon de Villefranche à Mont-Louis a lieu le 18 juillet 1910 et celle de Mont-Louis à Bourg-Madame le 20 mai 1911.
Le tronçon « de Bourg-Madame à la gare frontière française de la ligne transpyrénéenne d'Ax-les-Termes à Ripoll » est concédé à titre éventuel à la Compagnie des chemins de fer du Midi et du Canal latéral à la Garonne par une convention signée le 19 février 1913 entre le Ministre des travaux publics et la compagnie. Cette convention est approuvée par une loi le 23 mars 1914. Cette section est déclarée d'utilité publique par décret le 4 septembre 1922, rendant ainsi la concession définitive.
Le 7 août 1927, la ligne est prolongée de 7 km jusqu'à la gare de Latour-de-Carol - Enveitg, déjà desservie par les trains espagnols en provenance de Ripoll depuis le 5 juin 1927.
Enfin, le 22 juillet 1929, la ligne de Portet-Saint-Simon à Latour-de-Carol est achevée et reçoit les trains en provenance de Toulouse.
La ligne présente beaucoup de similitudes techniques avec la ligne de Saint-Gervais à Vallorcine, construite à la même époque par le PLM (écartement métrique, simple adhérence, alimentation électrique par troisième rail, en particulier).
De son ouverture en 1910 jusqu'en 1933, la Compagnie des Chemins de fer du Midi exploite et assure la maintenance de la ligne de Cerdagne. Au 1er janvier 1934, est constituée une communauté d'intérêt financière, commerciale et technique entre les Compagnies des chemins de fer de Paris à Orléans et du Midi pour l'exploitation commune de leurs réseaux. Toutefois, chacune des deux compagnies conserve la concession des lignes qu'elle a obtenue de l'État. Enfin, depuis le 1er janvier 1938, la SNCF assure l'exploitation de la ligne.

## Infrastructure

### Caractéristiques techniques
- Écartement des rails : 1 000 mm ;

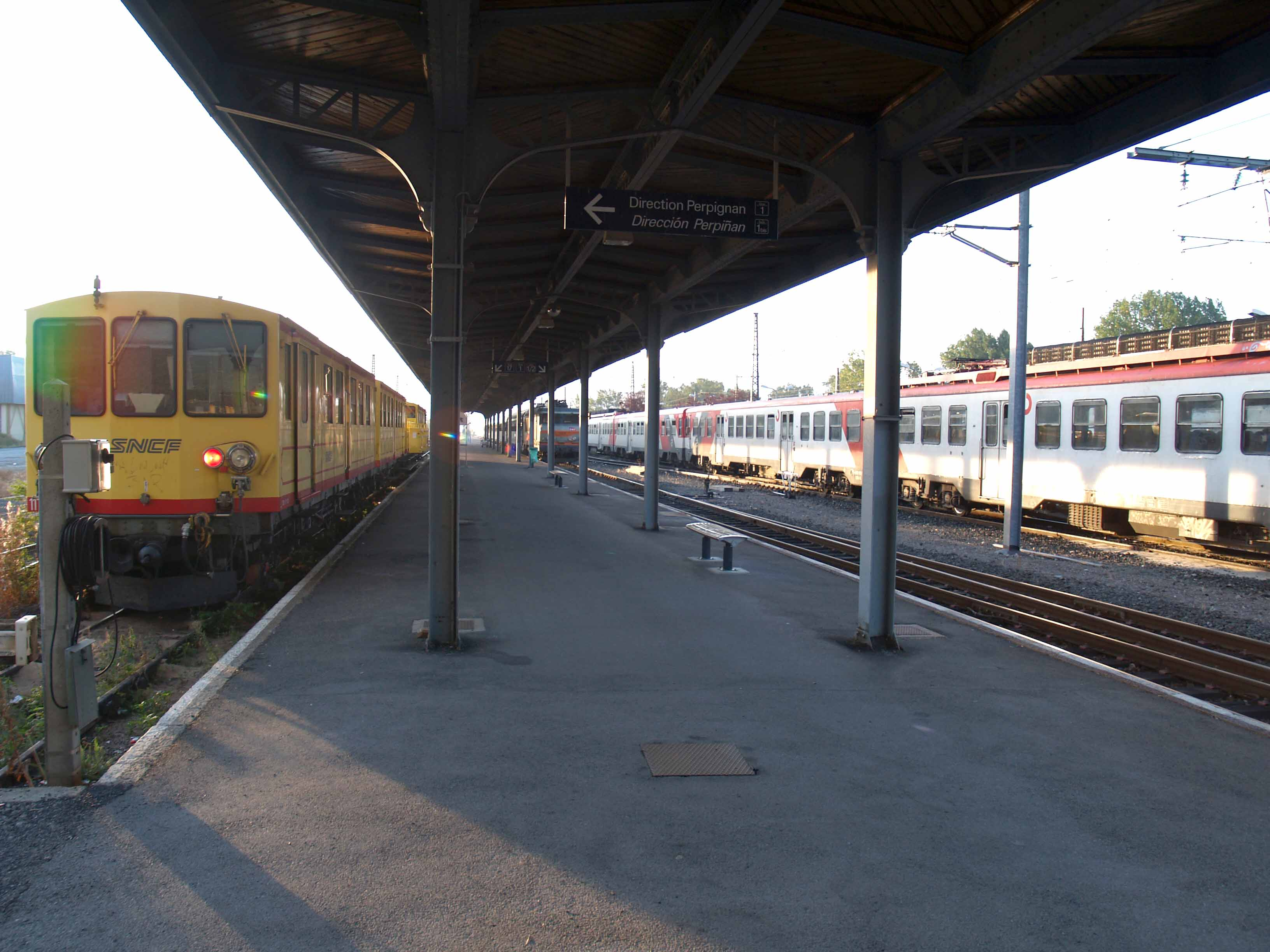
La gare de Latour-de-Carol - Enveitg, avec les trois écartements, respectivement de gauche à droite : métrique Cerdagne, 1.435 m SNCF et 1.668 m RENFE.

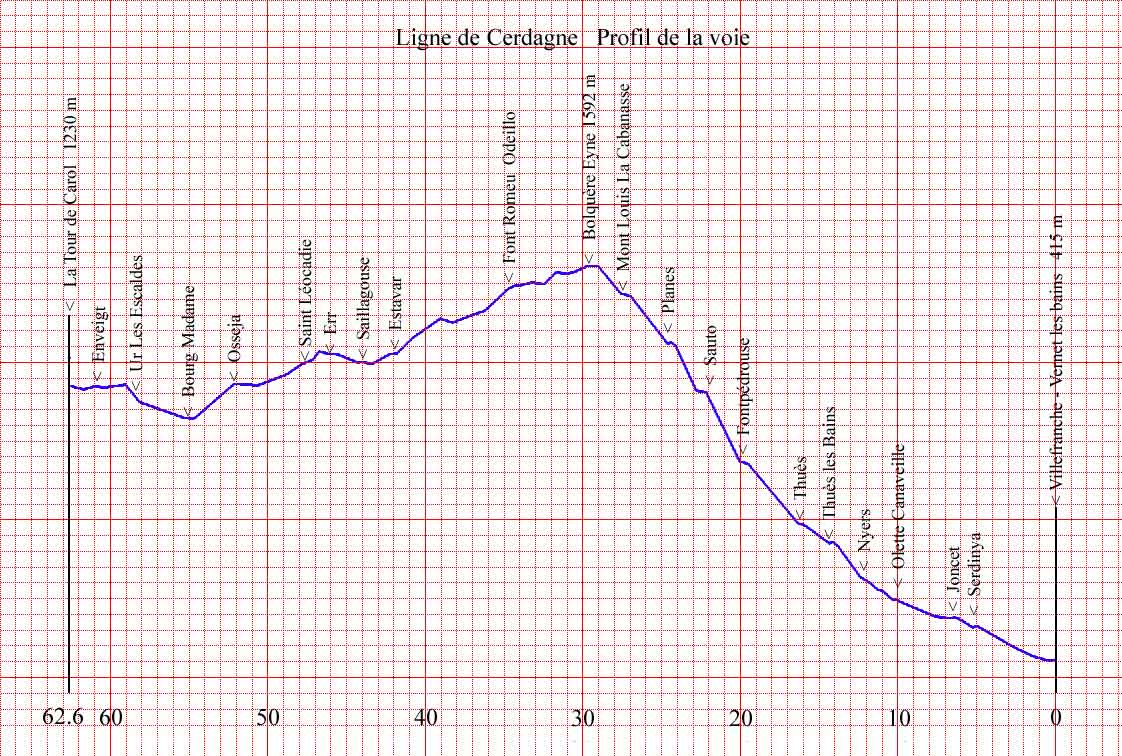
Profil de la voie.

- Voie à simple adhérence (pas de crémaillère) ;
- Profil en long[6] :
  - montée en rampe continue de Villefranche-de-Conflent (altitude 427 m) jusqu'au col de la Perche (1 592 m),
  - descente vers Bourg-Madame (alt. 1 143 m),
  - les rampes atteignent 60 et 55‰,  avant et après le col de la Perche,
  - le terminus à Latour-de-Carol se situe à l'altitude de 1 230 m ;
- Électrification par troisième rail latéral en courant continu 850 V ;
- Exploitation : signalisation simplifiée, radio ;
- Record d'altitude : la gare de Bolquère - Eyne, située à l'altitude de 1 592 m, est la plus haute gare de la SNCF ;
- Particularité : la gare de Latour-de-Carol - Enveitg, possède trois écartements de voie différents :
  - l'écartement métrique, pour la ligne de Cerdagne,
  - l'écartement standard, (1,435 m), utilisé par la plupart des pays européens dont la France,
  - l'écartement large des chemins de fer espagnols RENFE (1,668 m).

### Alimentation électrique
L'alimentation électrique s'effectue grâce à un complexe hydraulique de production d'électricité, situé dans la vallée de la Têt et alimentant sept sous-stations, à la tension de 20 000 volts, en courant triphasé, transformé et redressé ensuite en courant continu 850 volts.
Ce système hydraulique s'appuie sur le barrage des Bouillouses, ouvrage construit spécifiquement pour l'alimentation de la ligne.
Les sous-stations électriques sont les suivantes : 
- Villefranche-de-Conflent ;
- Thuès-les-Bains ;
- Fontpédrouse ;
- Mont-Louis ;
- Font-Romeu ;
- Sainte-Léocadie ;
- Bourg-Madame.

### Principaux ouvrages d'art

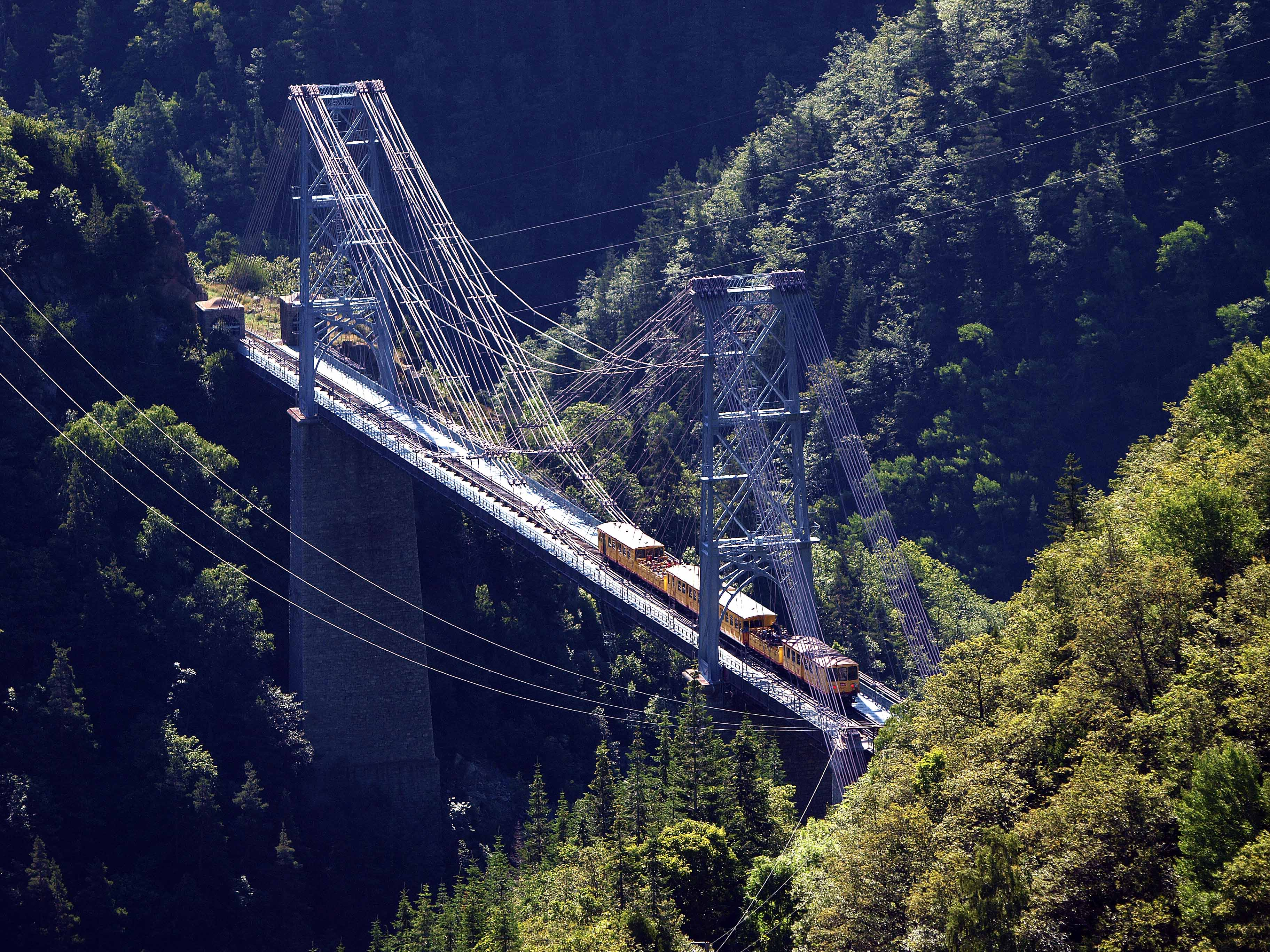
Le Pont de Cassagne, dernier pont suspendu ferroviaire encore en service en France.

Parmi les différents ouvrages d'art jalonnant la ligne, deux viaducs sont classés Monument Historique du fait de leur importance architecturale et technique. Ils permettent tous deux de franchir la Têt.

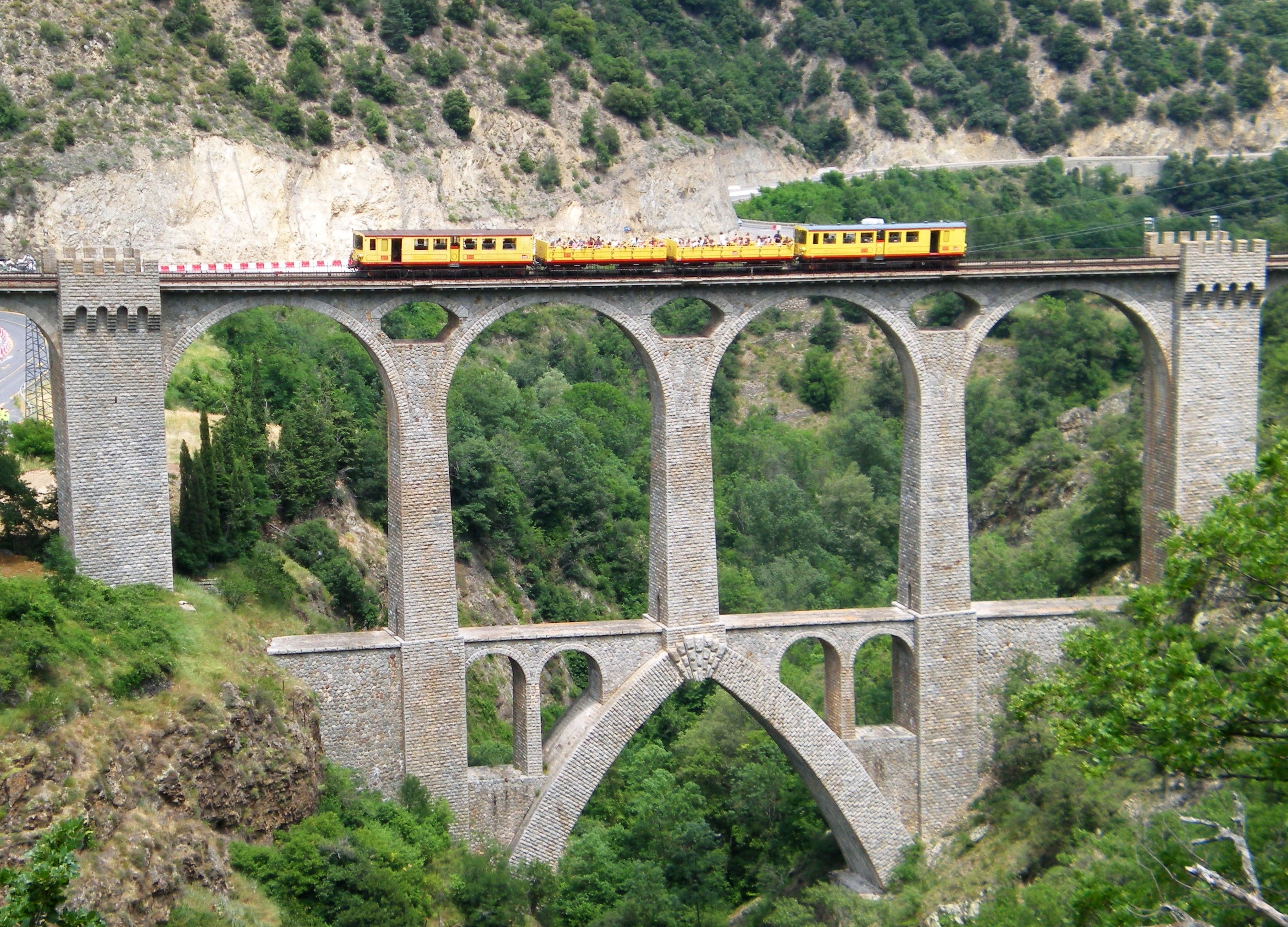
le Pont Séjourné.

Au point kilométrique 18,002 se dresse le Pont Séjourné, sur la commune de Fontpédrouse, viaduc en maçonnerie d'une longueur de 236,70 mètres.
Environ 7 km plus loin, le Pont Cassagne (dit aussi Pont Gisclard), au point kilométrique 24,422, est le dernier pont suspendu ferroviaire de France situé sur une ligne exploitée. Ce pont est long de 253 mètres.
De plus, la ligne compte 19 tunnels, dont le plus long est le Tunnel du Pla de Llaura situé au  PK 59,639 d'une longueur de 380 mètres.

## Exploitation

### Matériel roulant

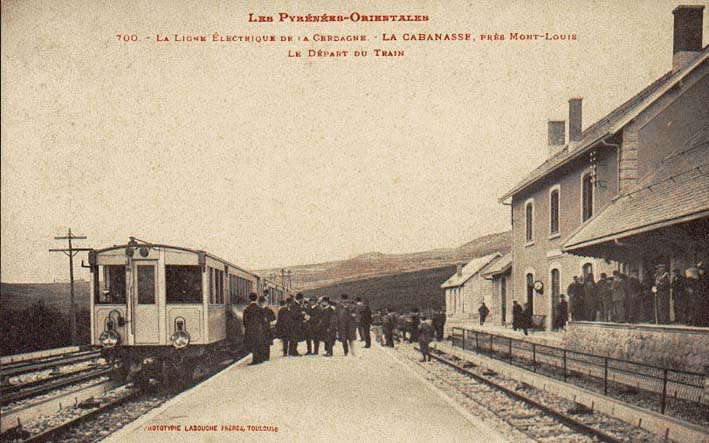
Matériel Z100 dans sa configuration d'origine, en gare de Mont-Louis - La Cabanasse, vers 1910.

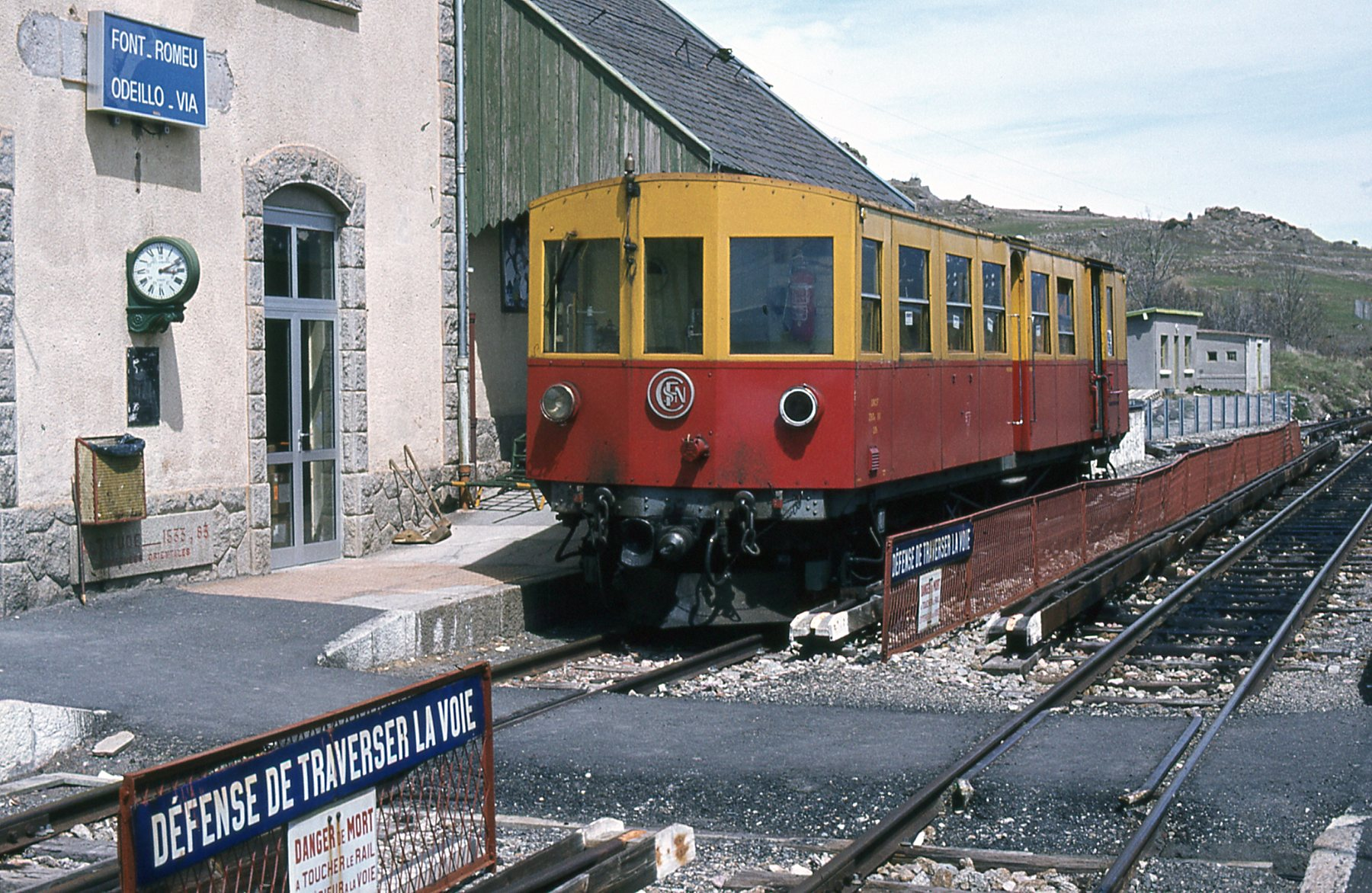
Automotrice Z100 après modernisation dans les années 1960.

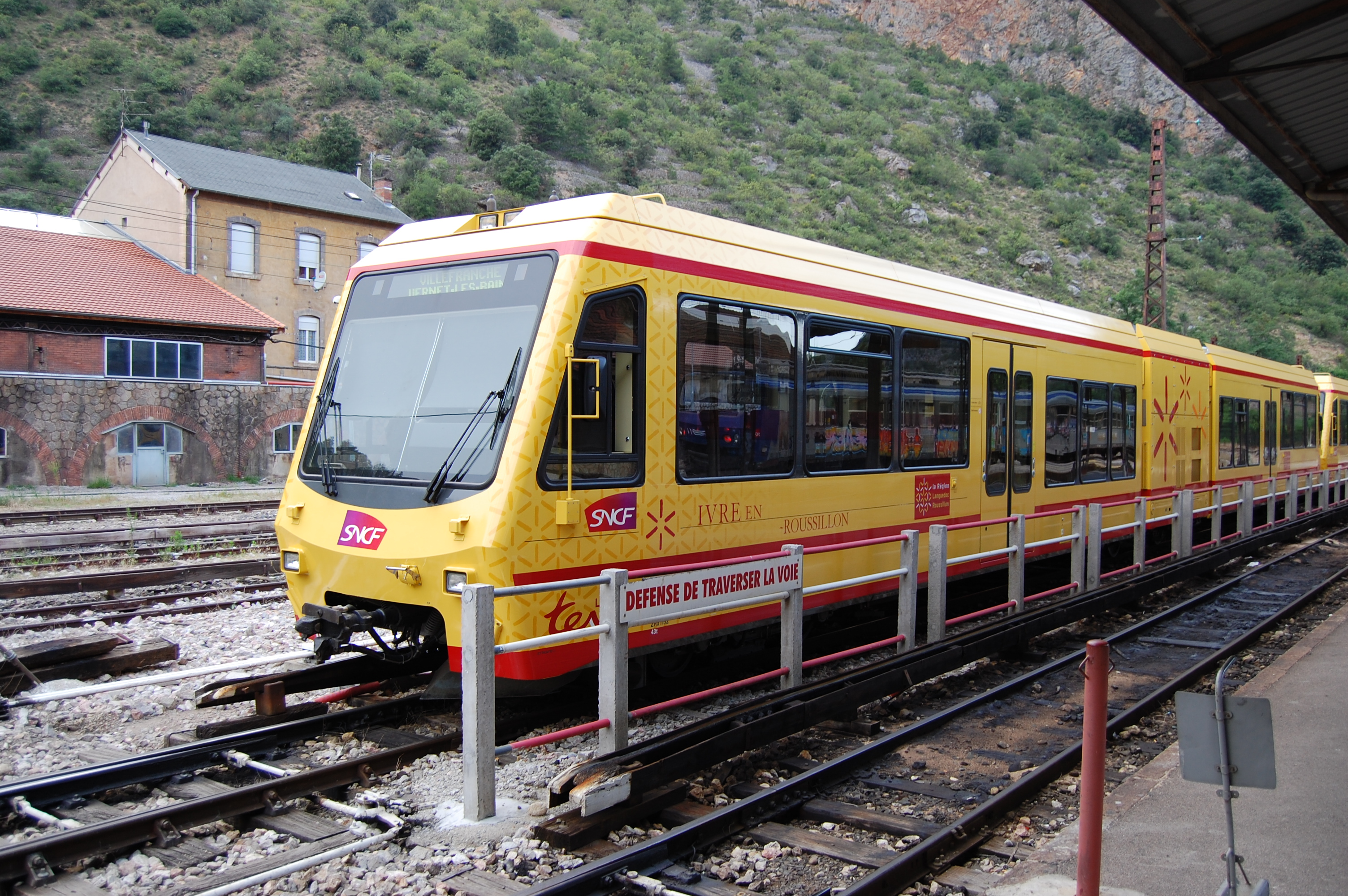
Automotrice Z 152, construite par Stadler Rail, stationnée en gare de Villefranche.

Tout le matériel moteur est celui de l'origine de la ligne à l'exception des deux automotrices Z 150 livrées en 2004.  Il est muni de l'attelage automatique Leduc-Lambert. Les Z 100 sont construites par la SACM à Belfort et par les ateliers Carde de Bordeaux. Elles sont rénovées entre 1963 et 1968 aux ateliers de Marseille Prado puis entre 1984 et 1988 aux ateliers de Béziers, à cette occasion, elles sont peintes en jaune canari. Leur vitesse maximale est de 60 km/h.
Un défaut de conception sur les Z 150, entraînant des déformations de la voie, a forcé le retrait précoce de ces matériels de la circulation[réf. nécessaire]. Ces déformations ayant entraîné des problèmes techniques sur les matériels type Z 100, le service a dû être arrêté près de trois mois pour effectuer les réparations nécessaires.

#### Matériel moteur
- treize automotrices de type Z 100, (matériel d'origine, 1908),
- deux automotrices panoramiques Z 150 (livrées en 2004),
- deux fourgons chasse-neige Z 200 accouplés en permanence (matériel d'origine, 1910).

#### Matériel remorqué

##### Voitures voyageurs

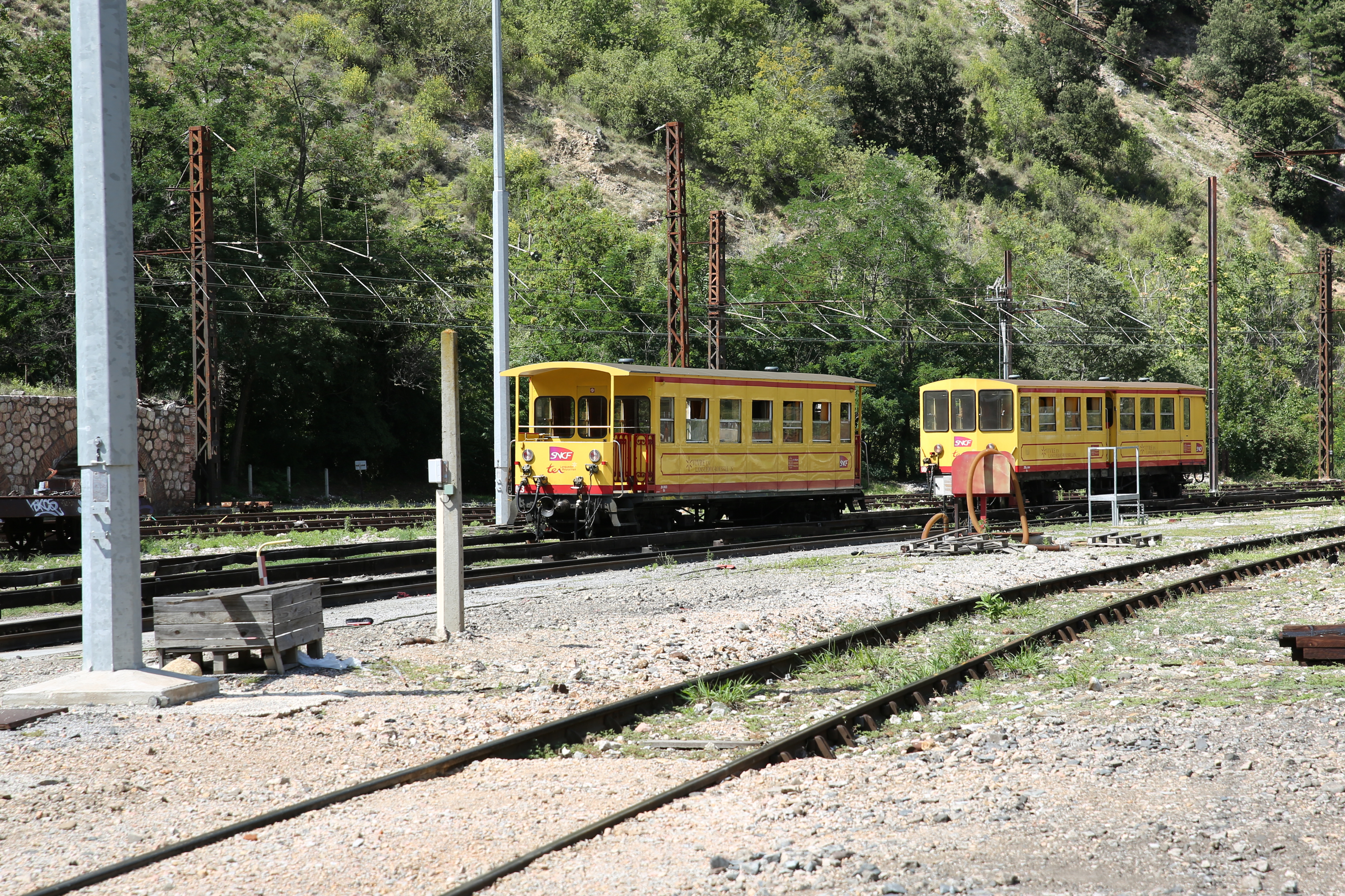
Voiture voyageur à plateformes ouvertes ZRBq 20023.

- Voitures fermées, livrées neuves en 1909
  - ABDe 1-14,
    - les voitures  ABDe 1 à 4, deviennent ZRCDy 20001 à 20004
    - les voitures  ABDe 5 à 8, deviennent les automotrices EABD 15 à 18, puis 115 à 118
    - les voitures  ABDe 9 à10, deviennent ZRCDy 20021 à 20022, démolies en  1957
    - les voitures  ABDe 11à14, deviennent les automotrices EABD 11 à 14, puis 111 à 114

Aujourd'hui circulent quatre voitures de cette série : ZRBDq 20001 à 20004, ex ABDe 1-4, caisses retolées en 1963 dites remorques Midi.
- Voitures à plateformes ouvertes, acquises en 1937, auprès de la société générale des chemins de fer économiques, réseau du Nord, Bollezeele, caisses retôlées en 1963, poids 14,5 t, dites  remorques Nord
  - ABf 168, devenue BCye 23, ZRCy 20023, puis ZRBq 20023,en service
  - ABf 169, devenue BCye 24, ZRCy 20024, puis ZRBq 20024, détruite en 1974
  - Bf 268, devenue CYe 36, puis ZRCyf 20036, ZRBq 20036,en service
  - Bf 269, devenue CYe 37, puis ZRCyf 20037, ZRBq 20037,en service
  - Bf 272, devenue CYe 38, puis ZRCyf 20038, ZRBq 20038,en service
  - Bf 271, devenue CYe 39, puis ZRCyf 20039, ZRBq 20039,en service
- Voitures ouvertes sans toiture, livrées neuves par Carde en 1912
  - ZRBX 20030 à 20034, ex ZRBq 20030 à 20034, dites remorques barques

##### Wagons de marchandises

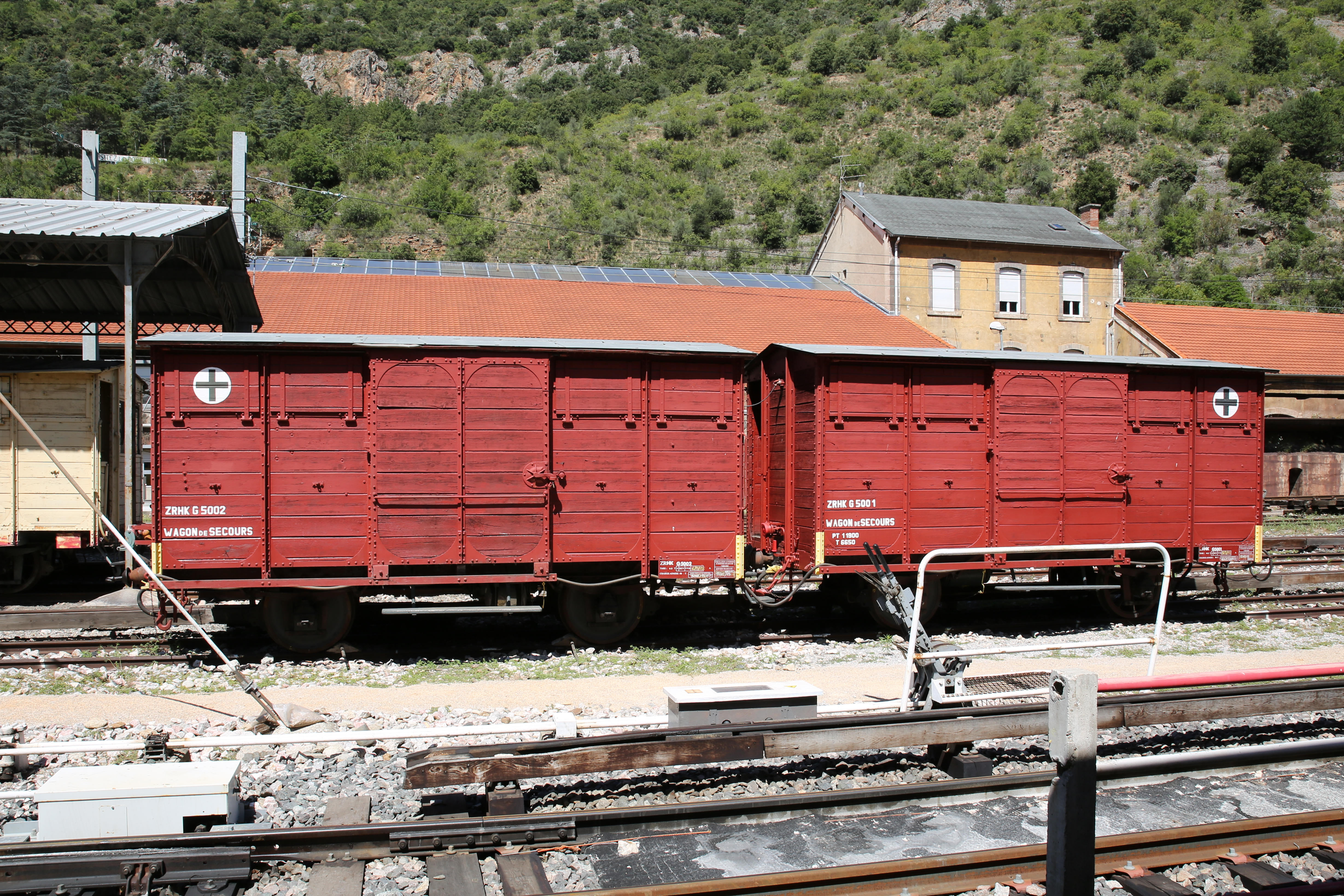
Wagons de secours ZRHK G 5001 et 5002.

- Wagons livrés à la  compagnie des chemins de fer du Midi
  - Wagons couverts Ke 1 à 50
  - Wagons plats à minerais: Je 301 à 350
  - Wagons plats : Qe 901 à 910
  - Wagons tombereaux : Ue 951-1000

### Gares
Seules les gares principales du parcours font l'objet d'un arrêt. Ce sont en général ces mêmes gares qui permettent le croisement des convois par le biais de voies d'évitement. Les arrêts dans les autres gares sont facultatifs et marqués uniquement sur demande auprès du personnel de bord.

## Trafic
Le trafic voyageurs fait partie du réseau TER Occitanie. L'offre est donc définie par la région. En 2015, 185 000 voyageurs ont emprunté la ligne, principalement entre juin et septembre, 85 % de la clientèle étant touristique.

## Anecdotes
Il y eut différents phénomènes prétendus surnaturels sur la ligne. En 1911, entre les kilomètres 28 et 40, des cantonniers affirmèrent avoir vu une boule de feu sur le troisième rail. Des phénomènes semblables se seraient également produits : ainsi, un train aurait été percuté par une de ces boules de feu lors d'un orage. La direction de la Compagnie du Midi fit alors installer des parafoudres sur le tronçon concerné par ces événements et les phénomènes cessèrent.

## La ligne dans la littérature
La ligne est décrite et vigoureuseument défendue dans un récit d'Henri Vincenot de la série des Voyages du professeur Lorgnon paru dans La Vie du Rail du 30 août 1970 sous le titre « Le train dans un musée - Un monument ferroviaire » réédité en ̇1983 et en 2003 aux éditions Omnibus.

## Galerie de photographies

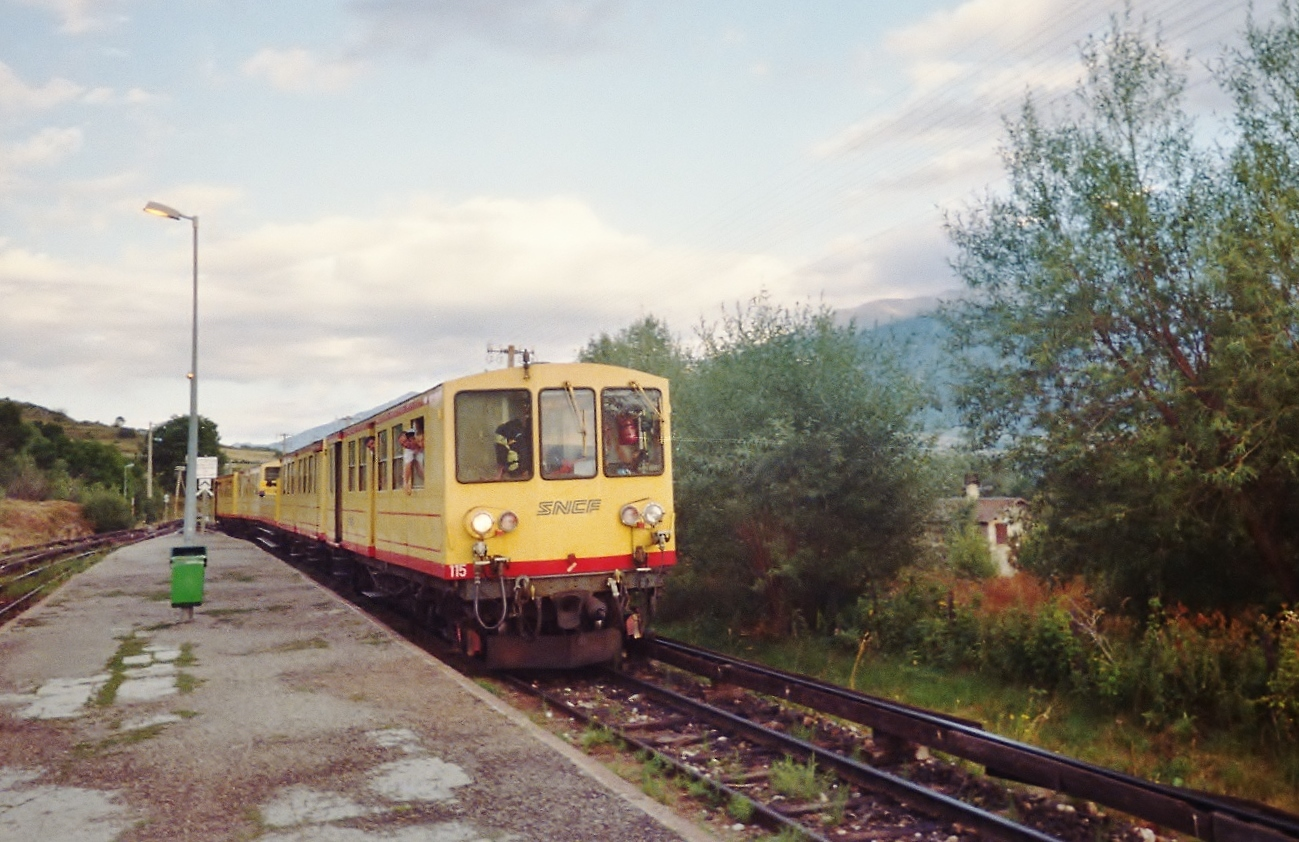
Le Train Jaune à Font-Romeu, tracté par l'automotrice Z 115.
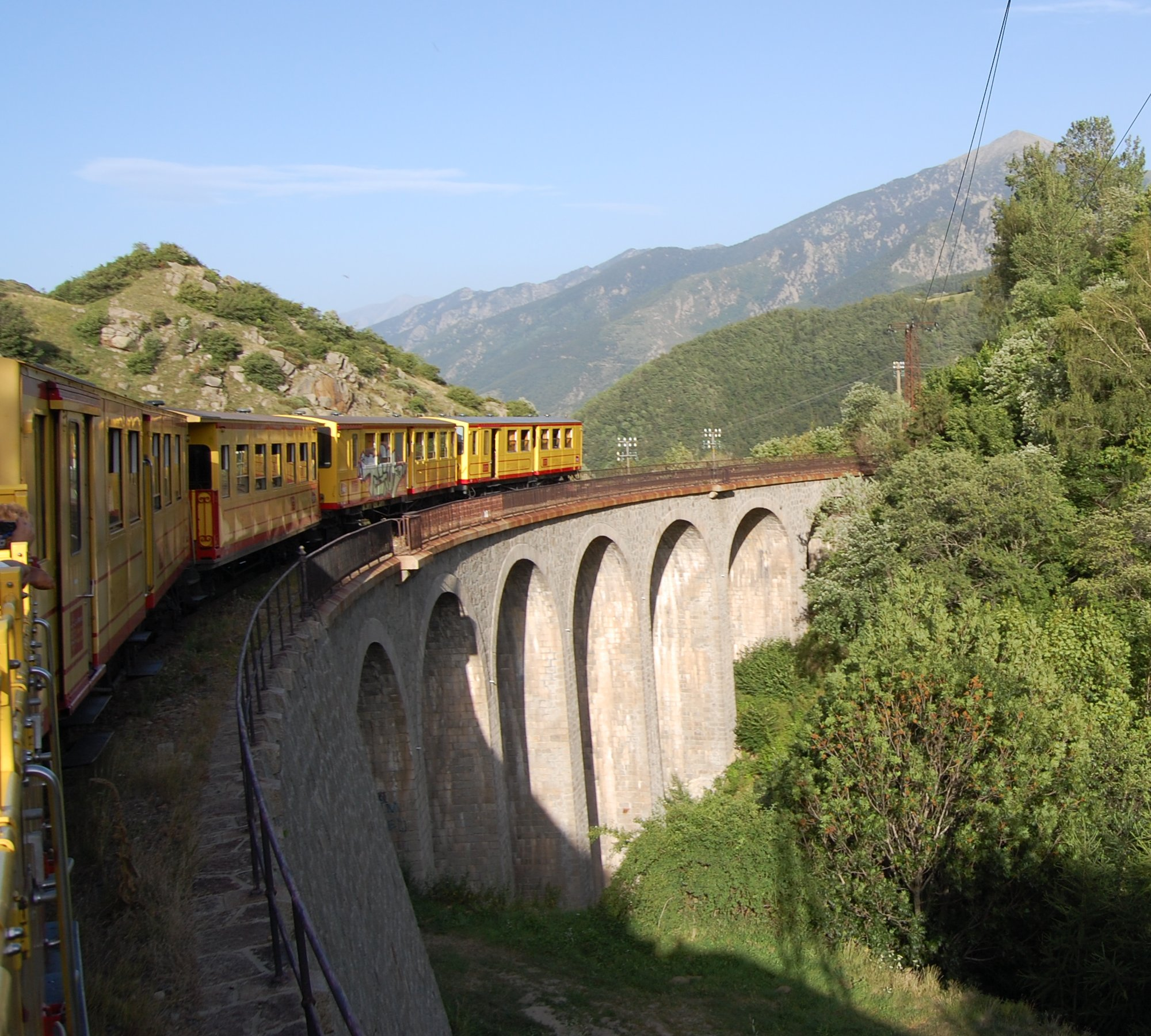
Train composé d'une voiture "Nord", d'une voiture" Midi" et d'une automotrice Z 100.
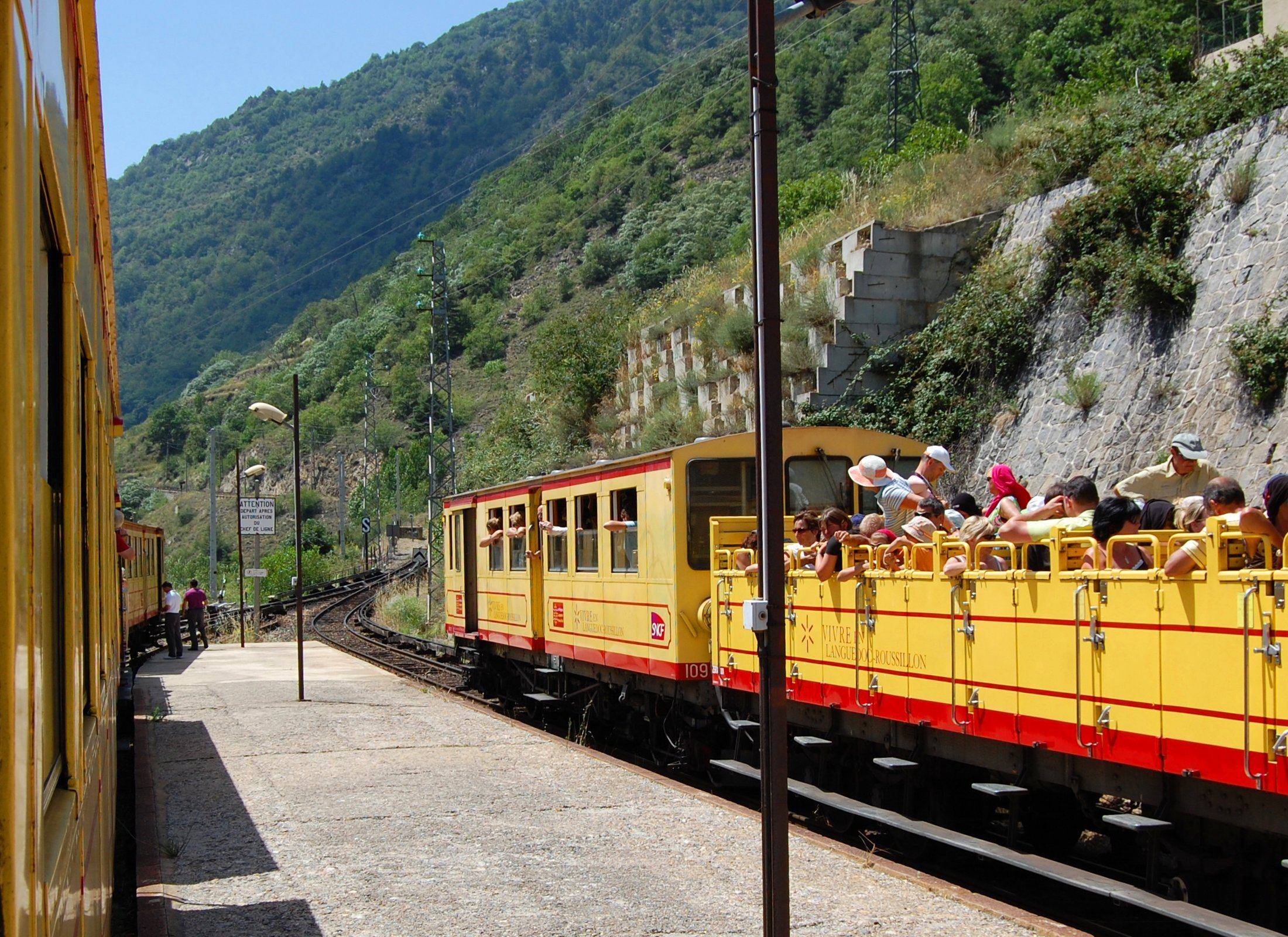
Croisement de deux trains, voiture ouverte dite "Barque" ou "Baignoire" et automotrice Z 106.
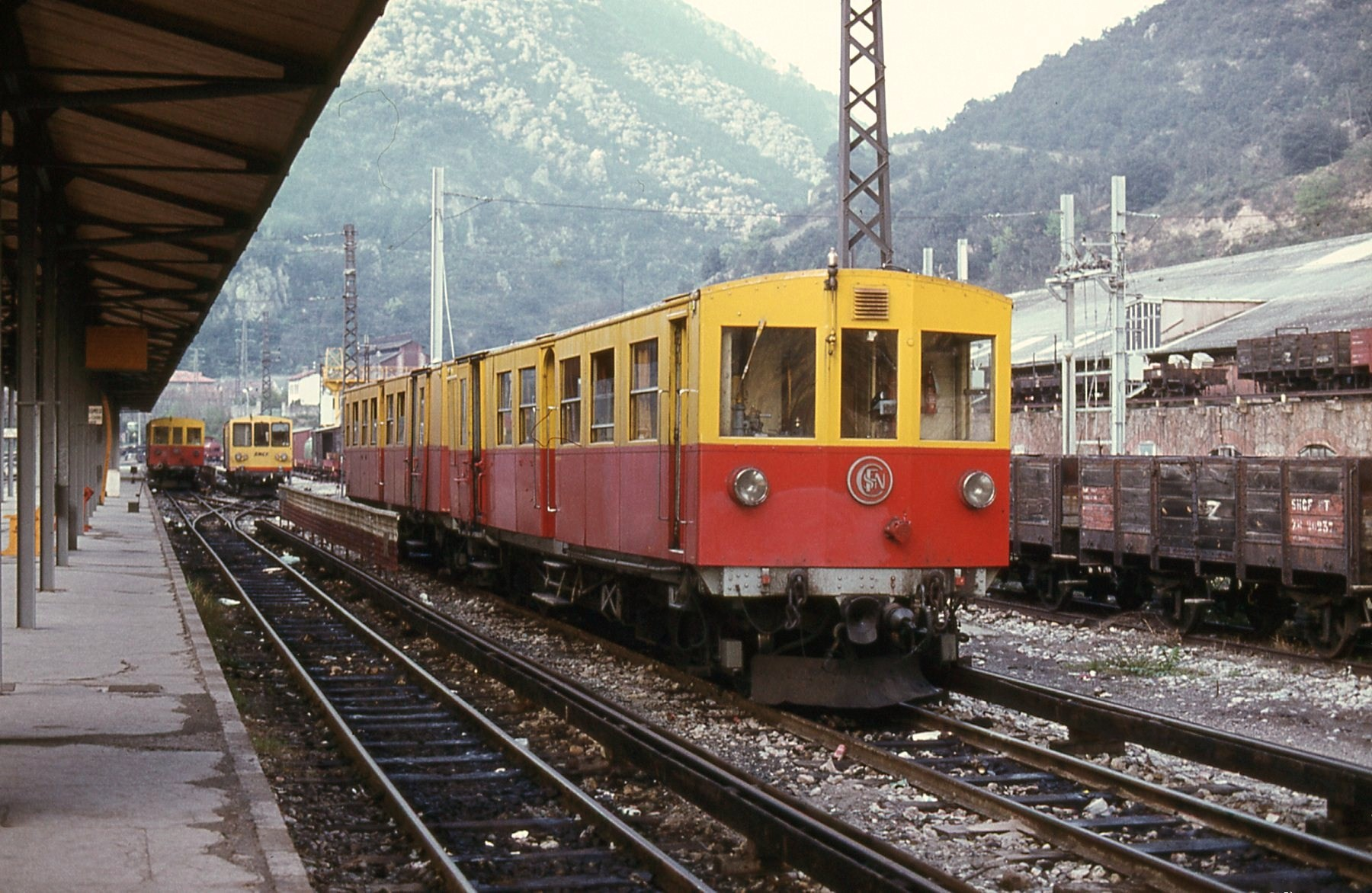
Automotrices avant leur dernière modernisation en gare de Villefranche - Vernet-les-Bains.

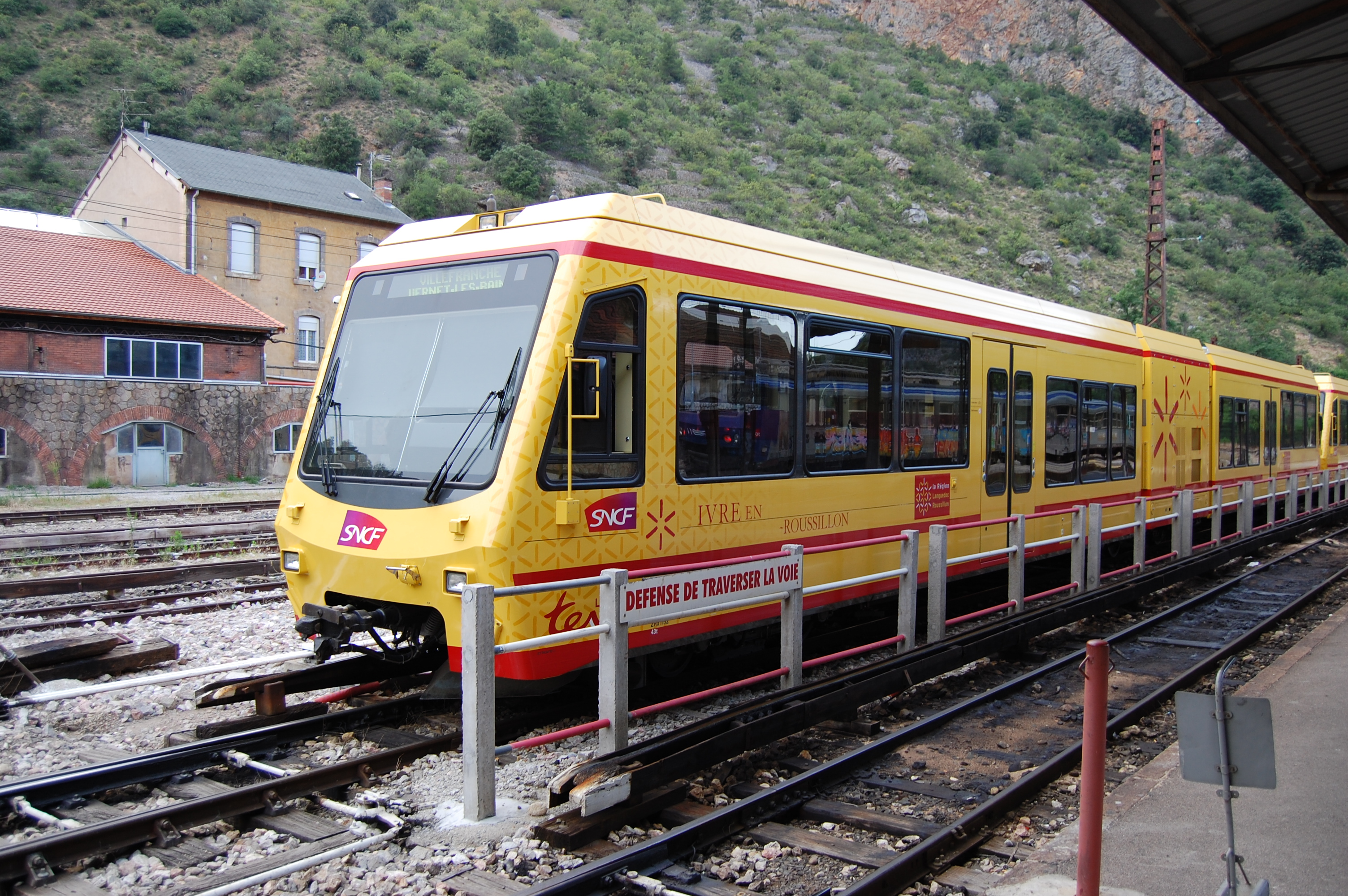
Les Z150 en gare de Villefranche (été 2009).
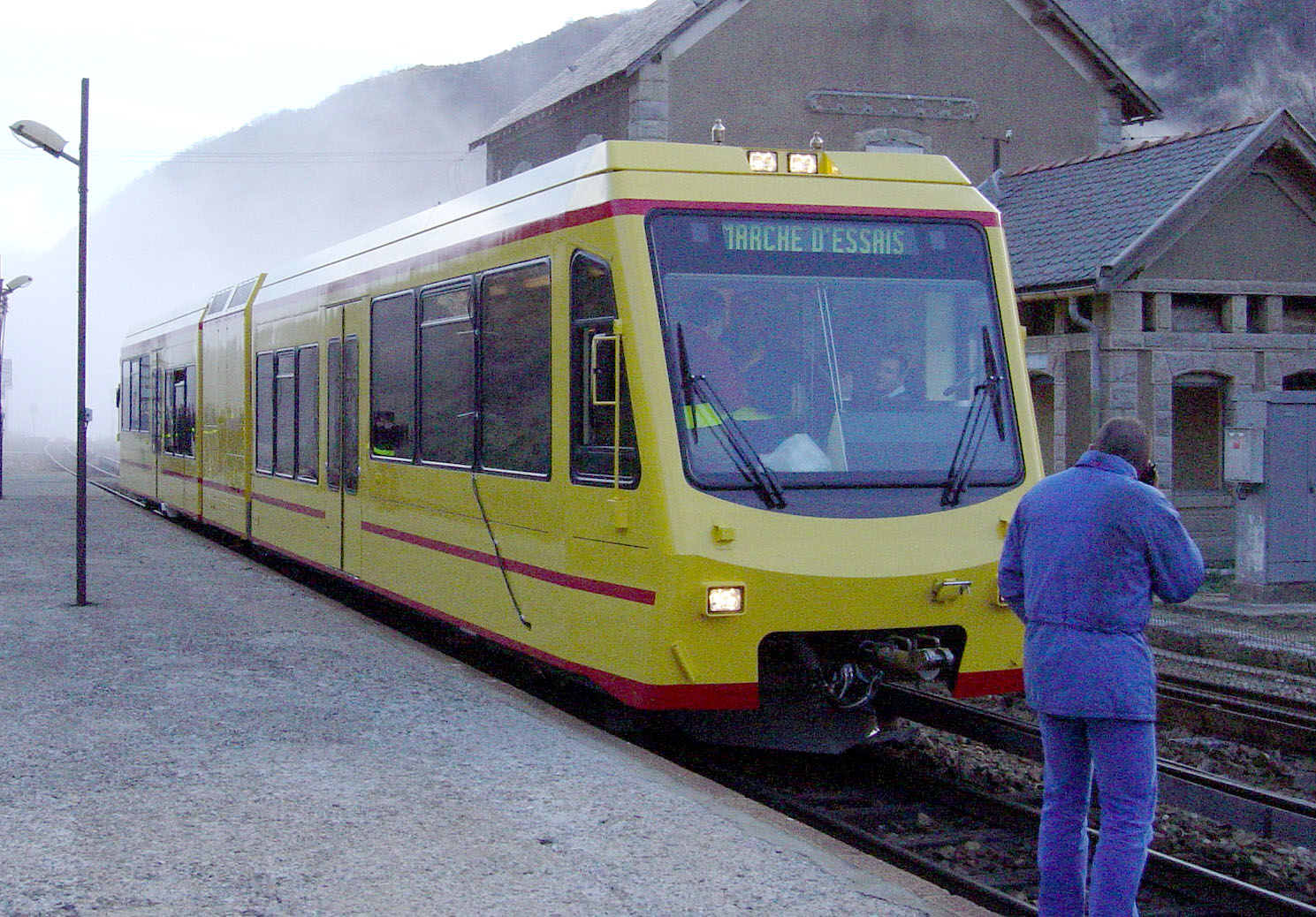
La Z151 lors d'une marche d'essai en décembre 2003.
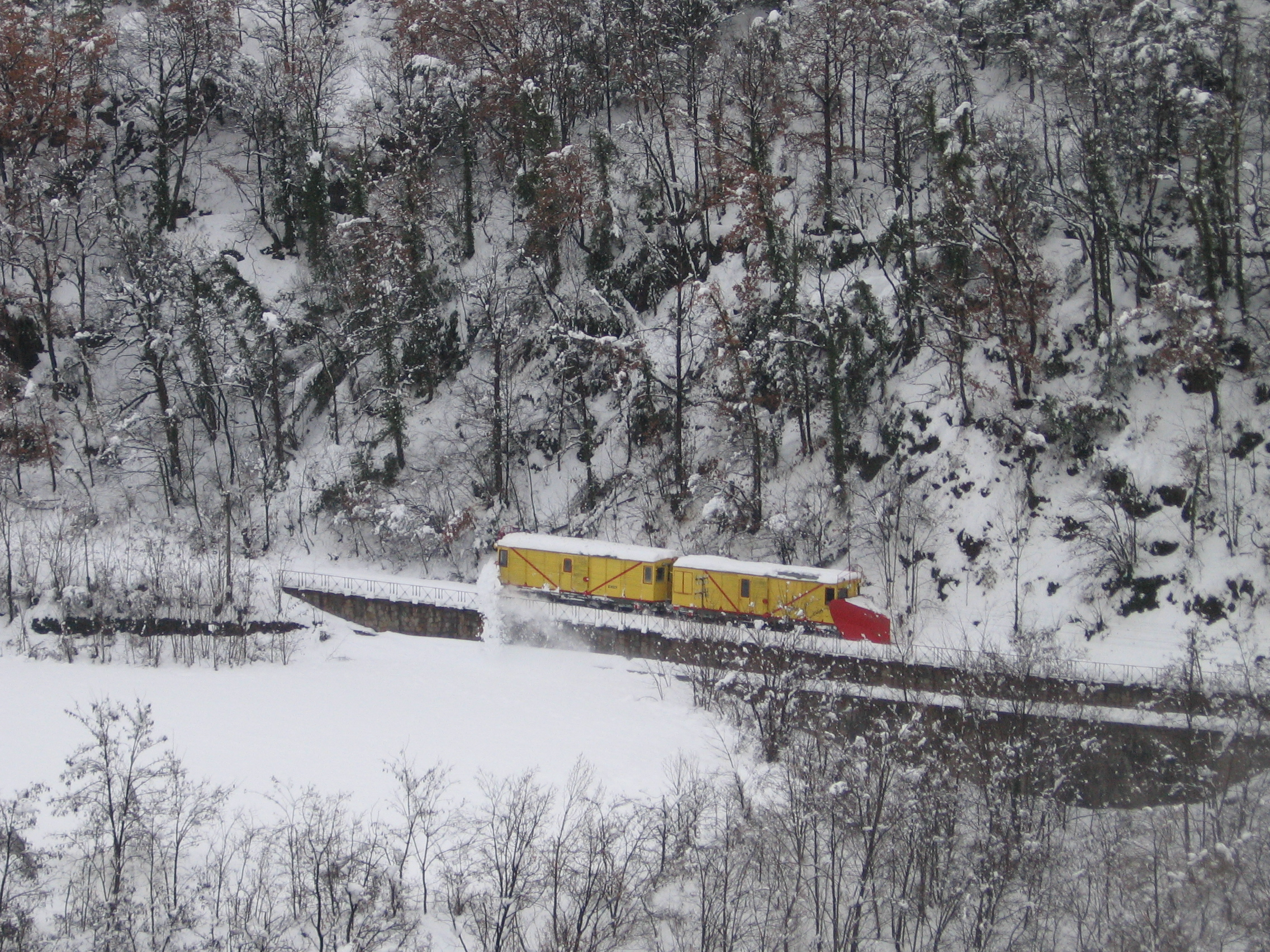
Le chasse-neige en action.
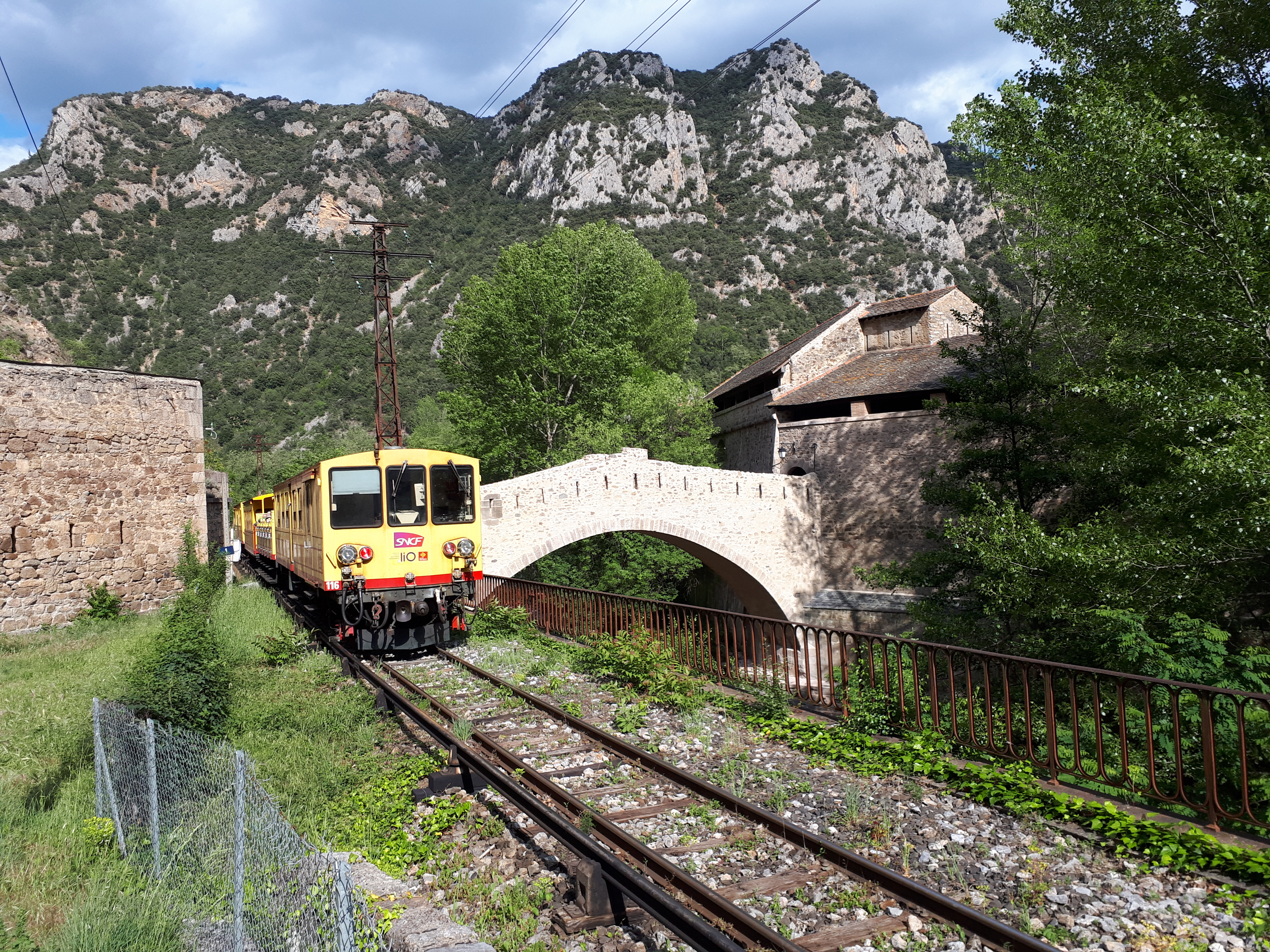
Le "train jaune", à côté de la Têt et de la ville médiévale de Villefranche-de-Conflent.